# Wiączemin Polski
Wiączemin Polski (niem. Gensemin) – wieś sołecka w Polsce, położona w województwie mazowieckim, w powiecie płockim, w gminie Słubice.
Miejscowość była objęta osadnictwem olęderskim. Wśród kolonistów byli wyznawcy mennonityzmu i luteranizmu. W 1935 zbudowano tam kościół ewangelicki.
W latach 1975–1998 miejscowość administracyjnie należała do województwa płockiego.
Podczas powodzi 23 maja 2010 doszło do przerwania wału przeciwpowodziowego na Wiśle w Świniarach. Cała miejscowość została zalana i ewakuowana. 8 czerwca tego samego roku podczas drugiej fali powodziowej woda ponownie zalała miejscowość.
W 2013 Muzeum Mazowieckie w Płocku rozpoczęło budowę Skansenu Osadnictwa Nadwiślańskiego w Wiączeminie.
W październiku 2018 roku Skansen Osadnictwa Nadwiślańskiego w Wiączeminie Polskim został oficjalnie otwarty.